# Dungeon Adventures
Dungeon Adventures, nota anche solo come Dungeon (letteralmente "Avventure nel Sotterraneo" o "Sotterraneo") è una rivista indirizzata ai giocatori di giochi di ruolo, in particolare del gioco fantasy Dungeons & Dragons.
È stata pubblicata inizialmente dalla TSR con periodicità bimestrale.. Divenne mensile dal maggio 2003 e cessò la pubblicazione stampata nel settembre 2007 con il numero 150 Insieme alla testata gemella Dragon divenne una pubblicazione esclusivamente online a partire dal 2008. Entrambe le riviste furono sospese alla fine del 2013. L'ultimo numero ad essere pubblicato fu il 221.
Gli editori furono in successione la TSR, la Wizards of the Coast dal 1997 fino al 2002, quindi la Paizo Publishing ed infine dal 2007 nuovamente la Wizards of the Coast fino alla chiusura.

## Storia

### TSR
Dungeon (inizialmente intitolata Dungeon Adventures) fu presentata per la prima volta nel numero 107 (marzo 1986) di Dragon nella colonna curata dal direttore Kim Mohan. Fu descritta come "una nuova rivista dedicata solo a moduli di avventura" che sarebbe stata disponibile "solo su abbonamento" alla fine "dell'estate o all'inizio dell'autunno" del 1986 e che sarebbe stata pubblicata "una volta ogni due mesi"
Il suo primo curatore editoriale, Roger E. Moore, elaborò ampliando questa descrizione nel primo numero:
(Roger E. Moore)
Il primo numero di Dungeon: Adventures for TSR Role-Playing Games non fu datato, ma sulla copertina compare "Novembre/Dicembre 1986" e nel numero successivo Moore affermò che era stato pubblicato prima del numero di novembre di Dragon. La rivista era composta da 64 pagine di brevi avventure per D&D e AD&D, di lunghezza, temi e toni variabili, scritte sia da autori professionisti, che amatoriali.
In occasione del primo anniversario di Dungeon Adventures, Ken Rolston incluse una breve recensione nel numero 125 (settembre 1987) di Dragon. Riguardo ai moduli di avventura stessi li definì "economici ed allegri, pieni del divertimento alla base delle partite di D&D" e disse che gli ricordavano una "selezione delle sessioni di gioco che si incontrano alle convention o nei moduli vecchia maniera". Rolston commentò che il formato antologico consentiva agli autori di "pubblicare piccoli pezzi divertenti" e che era "buon campo di addestramento per nuovi autori", che offriva "l'opportunità di sperimentare con temi e toni diversi dal solito". Rolston concludeva dicendo che "i giocatori sofisticati troveranno molto di cui ridere, ma che ci sono alcune idee carine",e aggiunge che "gli autori andavano dal giovane ed entusiasta fino al raffinato e che al confronto con i moduli correnti della  TSR la grafica e il layout è abbastanza decente."

### Wizards of the Coast
Nel 1997, con la vendita della TSR alla Wizards of the Coast la rivista divenne di proprietà di quest'ultima, che la pubblicò per altri 30 numeri. A partire dal numero 78 (gennaio 2000) il titolo venne abbreviato da Dungeon: Adventures for TSR Role-Playing Games a Dungeon: Adventures. Dal numero 82 (agosto 2000) fu ulteriormente semplificato in Dungeon.

### Paizo
Alla fine del 2002, la Paizo Publishing acquisì i diritti di pubblicazione sia di Dungeon, che di Dragon, come parte di una mossa della Wizards of the Coast per liberarsi degli affari non strettamente correlati al suo core business.

### Ritorno alla Wizards of the Coast
Il 18 aprile 2007 la Wizards of the Coast annunciò che la Paizo avrebbe cessato la pubblicazione di Dungeon nel settembre di quell'anno. Scott Rouse, il senior brand manager di Dungeons & Dragons alla Wizards of the Coast, affermò, "Oggi le persone ottengono le informazioni da Internet. Adottando un modello online usiamo un metodo di comunicazione che ci permette di allargarci a raggiungere i fan in tutto il mondo."
Nel giugno 2008, in coincidenza con la pubblicazione della quarta edizione di Dungeons & Dragons, Dungeon la Wizards of the Coast inaugurò un sito web che includeva versioni online delle riviste Dungeon e Dragon per gli iscritti. In questo nuovo formato il compito di Dungeons (ora sottotitolatoA Dungeons & Dragons Roleplaying Game Supplement) era di pubblicare avventure di lunghezza variabile, così come articoli con informazioni e consigli per i master. Furono conservate colonne regolari come "Dungeoncraft" (scritta da James Wyatt) e furono incorporate serie di articoli che precedentemente comparivano in Dragon (come "Save My Game"). La rivista passò ad un formato landscape con l'intento di facilitare la lettura a schermo. Nuovo materiale veniva pubblicato giornalmente e raccolto in raccolte in formato PDF con periodicità mensile. Nel maggio 2011 la Wizards of the Coast cessò la pubblicazione mensile delle raccolte, che riprese nell'ottobre 2012.

### Chiusura
Nel settembre 2013 Chris Perkins, annunciò che la pubblicazione di Dragon e Dungeon sarebbe stata sospesa a partire dal gennaio 2014 in attesa della pubblicazione della quinta edizione di Dungeons & Dragons. L'ultimo numero pubblicato fu il 221 del dicembre 2013. La rivista che ha preso il posto di entrambe Dragon+ fu pubblicata online il 30 aprile 2015.

## Contenuto
Ogni numero fornisce da quattro a dieci avventure autoconclusive e testate in gioco, dette moduli. I master possono presentarli così come scritti ai propri giocatori o possono adattarli alla propria Campagna. Fornendo idee, trame, avversari, mappe, mostri e agganci di gioco permette di risparmiare molto tempo nel preparare una partita. Poiché un singolo numero della rivista contiene diversi moduli è anche significativamente più economica dell'acquisto di moduli singoli, il che spiega forse la sua perdurante popolarità.
Nel 1991, Dungeon ha vinto l'Origins Award per Best Professional Adventure Gaming Magazine of 1990 ("Miglior Rivista di Avventure di Gioco Professionale del 1990").
A partire dal numero 90 nel 2002 è stata combinata con la rivista Polyhedron per formare un'unica rivista. Molte delle sezioni di Polyhedron presentavano minigiochi completi per il d20 system, cominciando con "Pulp Heroes" nel numero 90.
Nell'agosto del 2004, a partire dal numero 114 il redattore Erik Mona ha cambiato il formato focalizzandosi principalmente su Dungeons and Dragons ed abbandonando la sezione Polyhedron. Attualmente include tre moduli per numero, uno per personaggi di basso livello, uno per personaggi di medio livello ed infine uno per personaggi di alto livello. Inoltre ci sono diversi articoli brevi di una o due pagine su diversi soggetti, insieme a fumetti ed alle colonne regolari Wil Save di Wil Wheaton e Dungeoncraft di Monte Cook.
Dragon è la rivista sorella di Dungeon che pubblica articoli con nuove classi, mostri, incantesimi e consigli per i giocatori. Dall'aprile 2003 al giugno 2007 la Nexus Editrice ha pubblicato la rivista italiana Dragon & Dungeon in cui pubblicava traduzioni di articoli selezionati da Dragon e da Dungeon.